# Włodzimierz Topoliński
Włodzimierz Topoliński (zm. 26 lutego 1954 w Warszawie (?); fl. ca 1928-1951) – polski tłumacz literatury francuskiej, niemieckiej i rosyjskiej.
Przełożył na język polski m.in. następujące książki:
- Walka światów (fr. Ciel contre terre) – Henriego Allorge'a (przekład z fr. z 1928)[2]
- Pałac Łazienkowski w Warszawie – Stanisława Dunina Karwickiego (przekład z fr. z 1930)
- powieści Juliusza Verne’a[3]: Niezwykła przygoda misji Barsaca, w dwóch tomach: Wyprawa w głąb Afryki i Tajemniczy gród w pustyni (przekłady z 1929); oraz Hector Servadac: podróż wśród gwiazd i planet układu słonecznego (przekład z fr. 1931)
- Mieszkańcy dżungli, kniei i stepu i Przygody łowcy zwierząt egzotycznych – Josepha Delmonta (przekłady z oryg. niem. pt.: 20 lat łowów na grubego zwierza z 1933)
- Próba serca – Eduarda Männika (przekład z ros. z 1951)

## Źródło[4]
- Dane z internetowego katalogu Biblioteki Narodowej w Warszawie